# Amerikaans curlingteam (gemengd)
Het Amerikaanse curlingteam vertegenwoordigt Verenigde Staten in internationale curlingwedstrijden.

## Geschiedenis
De Verenigde Staten namen voor het eerst deel aan een internationaal curlingtoernooi voor gemengde landenteams in 2015, toen het van de partij was op het allereerste wereldkampioenschap in deze curlingdiscipline. Het Amerikaanse team, onder leiding van skip Brady Clark, opende het toernooi met een 7-5-overwinning tegen Oostenrijk. De Amerikanen sloten de groepsfase af op een gedeeld vijfde plaats. Een jaar later wisten zij de 1/8 finales te bereiken, waarin verloren werd van Schotland. In 2017 hetzelfde resultaat, nu verloren zij van Zweden met 5-6. In 2024 bereikte het land voor de tweede keer de kwartfinale, een gedeeld vijfde plaats.

## Verenigde Staten op het wereldkampioenschap
| Jaar | Plaats | Skip           | WG | W | V | PV | PT |
| ---- | ------ | -------------- | -- | - | - | -- | -- |
| 2015 | 5      | Brady Clark    | 9  | 7 | 2 | 59 | 36 |
| 2016 | 9      | Fred Maxie     | 8  | 5 | 3 | 49 | 33 |
| 2017 | 9      | Hunter Clawson | 7  | 4 | 3 | 48 | 34 |
| 2018 | 23     | Evan Workin    | 8  | 3 | 5 | 51 | 46 |
| 2019 | 9      | Hunter Clawson | 8  | 5 | 3 | 52 | 39 |
| 2022 | 19     | Caitlin Pulli  | 7  | 3 | 4 | 46 | 43 |
| 2023 | 9      | Jed Brundidge  | 8  | 5 | 3 | 50 | 39 |
| 2024 | 5      | David Falco    | 9  | 8 | 1 | 62 | 22 |